# Samson Mulugeta
Samson Mulugeta (em amárico: ሳምሶን ሙሉጌታ; Adis Abeba, 14 de dezembro de 1983) é um futebolista etíope. Atualmente é o treinador da equipe de base do Saint George da Etiópia.

## Carreira
Nascido em Adis Abeba, Mulugeta passou 14 anos no clube St. George, onde começou e encerrou sua trajetória profissional.
Mulugeta jogou pelo St. George da metade da temporada 1991-1992 até 2004. Durante esse período, ele também foi capitão da equipe de 2001 até 2004.

## Seleção nacional
Com a seleção principal da Etiópia, foi campeão da Copa CECAFA de 1997. Participou também das convocações na seleção em 1998.